# رالف (آلاباما)
رالف (به انگلیسی: Ralph) یک منطقهٔ مسکونی در ایالات متحده آمریکا است که در شهرستان تاسکالوسا، آلاباما واقع شده‌است. رالف ۴۷٫۸۵ متر بالاتر از سطح دریا واقع شده‌است.